# Paul Mauriat
Paul Mauriat (Marselha, 4 de março de 1925 — Perpinhã, 3 de novembro de 2006) foi um orquestrador francês, especializado em Easy Listening. Seu trabalho mais famoso é de 1968: "L'amour est bleu" ("Love is Blue"), originalmente gravado por Andre Popp.

## Biografia
Paul Mauriat era filho de uma família de músicos, tendo seu pai como primeiro mestre. Aos quatro anos, iniciou seus estudos de piano. Aos dez, entrou para o Conservatório de Paris, saindo quatro anos mais tarde, decidido a seguir a carreira de concertista. O encontro com o jazz, entretanto, mudou os planos iniciais de Mauriat. O novo ritmo decididamente influenciou o estilo que o tornaria famoso em todo o mundo.
Mauriat cresceu em Paris e, aos dezessete anos, organizou sua própria orquestra, apresentando-se em cabarés e teatros na França e em outros países da Europa. Na década de 50, tornou-se o arranjador preferido de vários cantores franceses, entre os quais se destaca a figura de Charles Aznavour.
Mauriat se retirou da profissão em 1998, num último show em Osaka, Japão. Sua orquestra ainda faz shows pelo mundo, inclusive duas viagens para a China. Entre seus maiores sucessos, os mais conhecidos são "L'Amour est bleu", "El Bimbo" e "Penelope".
Em 2002 o escritor e perito na vida do maestro, Serge Elhaik, lançou uma biografia autorizada escrita em francês, denominada "Une Vie en Bleu" ("Uma Vida em Azul"). Esta biografia contém valiosas informações sobre a discografia de Mauriat e muitas fotos dele e de sua orquestra.
Gilles Gambus, pianista do grupo, liderou a orquestra após a aposentadoria de Mauriat em 1999, obtendo sucesso nas turnês que fez no Japão, China e na Rússia. Posteriormente, o músico francês Jean-Jacques Justafre assumiu a regência da orquestra, com planos pra atuar em shows no Japão e Coréia do Sul.
Nos últimos meses de 2006, Mauriat se retirou definitivamente do meio artístico, e passou a residir em sua casa de verão na cidade de Perpinhã. No início do mês de novembro de 2006, foi internado no hospital da cidade e após dois dias, em 3 de novembro, à uma hora da manhã, ele morreu aos 81 anos.

## Discografia
- 1961 - Paris by Night
- 1965 - Le Grand Orchestre de Paul Mauriat, vol. 1
- 1965 - Le Grand Orchestre de Paul Mauriat, vol. 2
- 1965 - Russie de Toujours
- 1966 - Prestige de Paris
- 1966 - Le Grand Orchestre de Paul Mauriat, vol. 3
- 1966 - Le Grand Orchestre de Paul Mauriat, vol. 4
- 1967 - Le Grand Orchestre de Paul Mauriat, vol. 5
- 1967 - Le Grand Orchestre de Paul Mauriat, vol. 6
- 1967 - Noels
- 1968 - Viva Mauriat!
- 1968 - Love Is Blue
- 1968 - Rain and Tears
- 1968 - Rhythm et Blues
- 1969 - Un Jour, un Enfant
- 1968 - Cent Mille Chansons
- 1969 - Vole Vole Farandole
- 1969 - Je t'Aime Moi Non Plus
- 1970 - Joue Chopin – Les 14 Valses
- 1970 - Julietta (C'est La Vie Lily)
- 1970 - Comme J'ai Toujours Envie D'aimer
- 1970 - Gone Is Love
- 1971 - Tombe La Neige
- 1971 - Paul Mauriat Plays Love Themes
- 1971 - Un Banc, un Arbre, une Rue
- 1971 - Mamy Blue
- 1972 - L'Avventura
- 1972 - Après Toi
- 1972 - Le Lac Majeur
- 1972 - Last Summer Day
- 1972 - Love Theme from Godfather
- 1972 - Godfather
- 1973 - Forever and Ever
- 1973 - Nous Irons à Vérone
- 1973 - Last Tango in Paris
- 1973 - Goodbye My Love
- 1973 - As 10 Canções Medalha de Ouro
- 1974 - I Won't Last a Day Without You
- 1974 - In Japan Live
- 1974 - Viens Ce Soir
- 1974 - Je Pense a Toi
- 1974 - Le Premier Pas
- 1974 - Retalhos de Cetim
- 1975 - From Souvenirs to Souvenirs
- 1975 - L'ete Indien
- 1975 - Malagueña
- 1975 - Presents Marcel Bianchi and His Guitars
- 1975 - Sommer Souvenirs
- 1976 - Michèle
- 1976 - Il Etait Une Fois Nous Deux
- 1976 - Love Sounds Journey
- 1976 - Love Is Still Blue
- 1977 - Chanson d'Amour
- 1977 - L'Oiseau et l'Enfant
- 1977 - C'est La Vie
- 1977 - Hymne a l'Amour
- 1977 - Evergreen
- 1977 - The Midnight Sound of Paul Mauriat
- 1977 - Concert Classics
- 1977 - Paul Mauriat Plays Nocturne and Toccata
- 1977 - Brasil Exclusivamente
- 1978 - Brasil Exclusivamente, vol. 2
- 1978 - Dans Les Yeux d'Emilie
- 1978 - Overseas Call
- 1978 - Pegase
- 1978 - Weihnachstraüme
- 1979 - Too Much Heaven
- 1979 - Mizuiro No Ame
- 1979 - Cleopatre
- 1979 - Message d'Amour
- 1979 - Nous
- 1980 - Chromatic
- 1980 - Aerosong
- 1980 - Bienvenido
- 1980 - Brasil Exclusivamente, vol. 3
- 1981 - Reality
- 1981 - Pour le Plaisir
- 1981 - J'en Pourrai Jamais T'oublier
- 1981 - Felicidad
- 1982 - Descendant of the Dragon
- 1982 - Magic
- 1982 - Roma Dalla Finestra
- 1982 - Tout Pour la Musique
- 1982 - I Love Breeze – On Stage
- 1983 - Wild Spring
- 1983 - Summer Has Flown
- 1984 - The Seven Seas
- 1984 - Olive Tree
- 1984 - Piano Ballade
- 1985 - Transparence
- 1985 - Classics in the Air
- 1986 - Windy
- 1986 - Classics in the Air, vol. 2
- 1986 - Song for Taipei
- 1987 - Classics in the Air, vol. 3
- 1987 - Nagekidori
- 1987 - Best of France
- 1988 - Symphonique
- 1989 - Serenade
- 1989 - Iberia
- 1990 - Remember
- 1990 - You Don't Know Me
- 1990 - Gold Concert Live
- 1991 - Nostaljazz
- 1992 - Emotion
- 1994 - The Color of Lovers
- 1994 - Now and Then
- 1995 - Soundtracks
- 1995 - Quartet of Kobe
- 1996 - Escapades
- 1996 - 30th Anniversary Concert
- 1997 - Cri d'Amour
- 1997 - Romantic
- 1998 - Sayonara - The Farewell Concert
- 2000 - I Will Follow Him
- 2009 - Memorial Concert